# Tomorrow Can Wait
«Tomorrow Can Wait» (en español: «El mañana puede esperar») es una canción del francés David Guetta interpretada por el vocalista Chris Willis que contó con la producción del DJ y productor alemán Tocadisco, Joachim Garraud y del propio Guetta. Es una canción del tercer álbum Pop Life de 2007, y a su vez el cuarto sencillo de este disco lanzado en 2008.

## Video musical
El video fue dirigido por Denis Thybaud. En él se puede ver al cantante Chris Willis y Kelly Thibaud, ambos vestidos de policías patrullando las calles de Bulevar Wilshire, en Los Ángeles, California y también al mismo Dj Guetta. La modelo y actriz Kelly Thybaud también participó de varios videos de Guetta como: Love Is Gone (2007), Baby When The Light (2007), Delirious (2008).

## Listado de canciones
| CDr, Promo |                                              |          |  |
| N.º        | Título                                       | Duración |  |
| 1.         | «Tomorrow Can Wait» (Club Version)           | 6:45     |  |
| 2.         | «Tomorrow Can Wait» (Tocadisco Evil Mix)     | 6:09     |  |
| 3.         | «Tomorrow Can Wait» (Sharam Remix DG Edit)   | 6:25     |  |
| 4.         | «Tomorrow Can Wait» (Arias Seat Ibiza Remix) | 7:25     |  |
| 5.         | «Tomorrow Can Wait» (Radio Edit)             | 3:10     |  |

## Posicionamiento en listas
| Lista (2008)                              | Mejor posición |
| ----------------------------------------- | -------------- |
| Alemania (Media Control AG)               | 56             |
| Austria (Ö3 Austria Top 40)               | 47             |
| Bélgica (Flandes) (Ultratop 50)           | 44             |
| Bélgica (Valonia) (Ultratop 50)           | 19             |
| Francia (SNEP)                            | 7              |
| Italia (FIMI)                             | 31             |
| Países Bajos (Dutch Top 40)               | 21             |
| Reino Unido (The Official Charts Company) | 84             |
| Suiza (Schweizer Hitparade)               | 43             |